# Lotononis
Lotononis är ett släkte av ärtväxter. Lotononis ingår i familjen ärtväxter.

## Bildgalleri

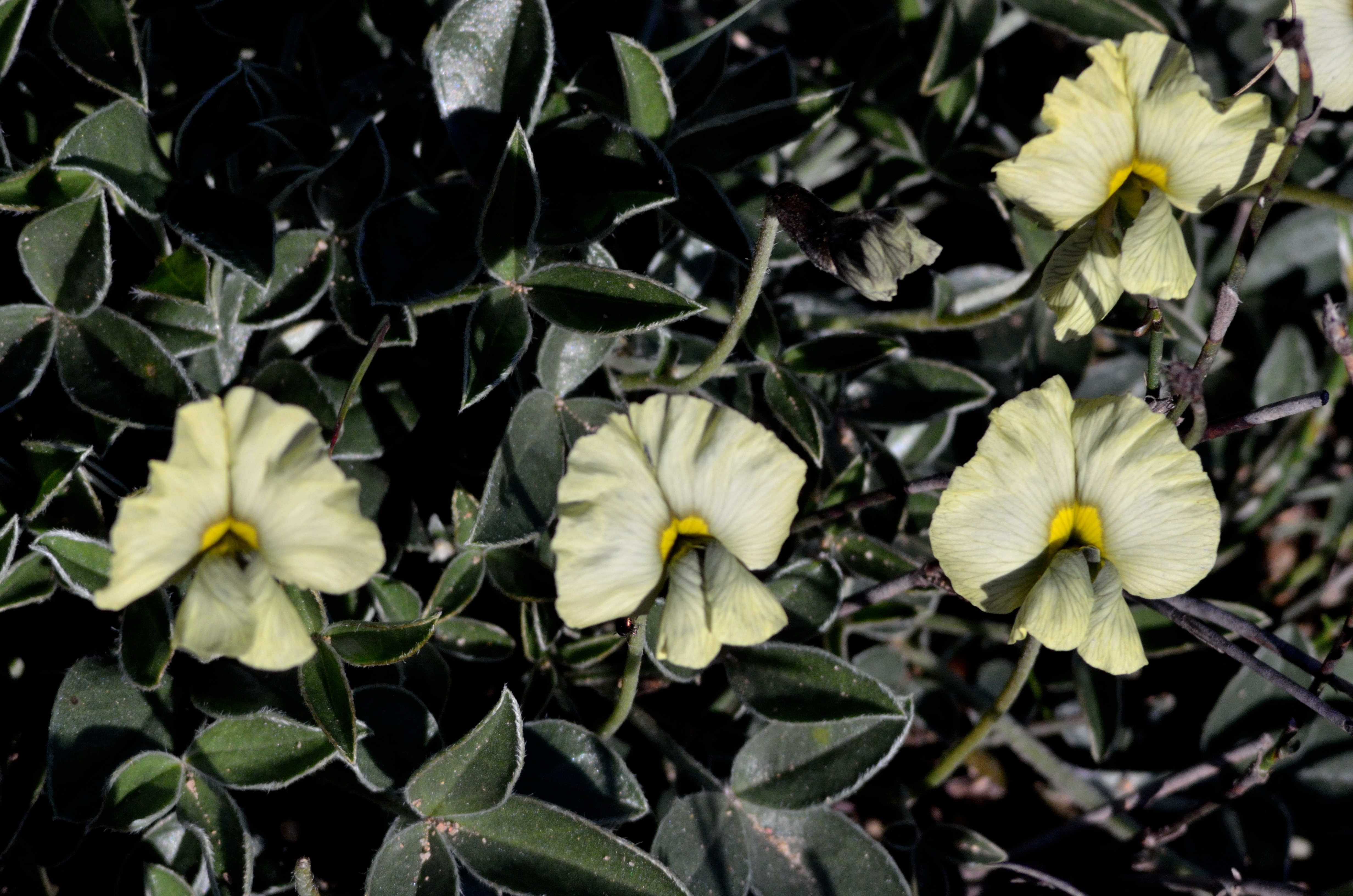
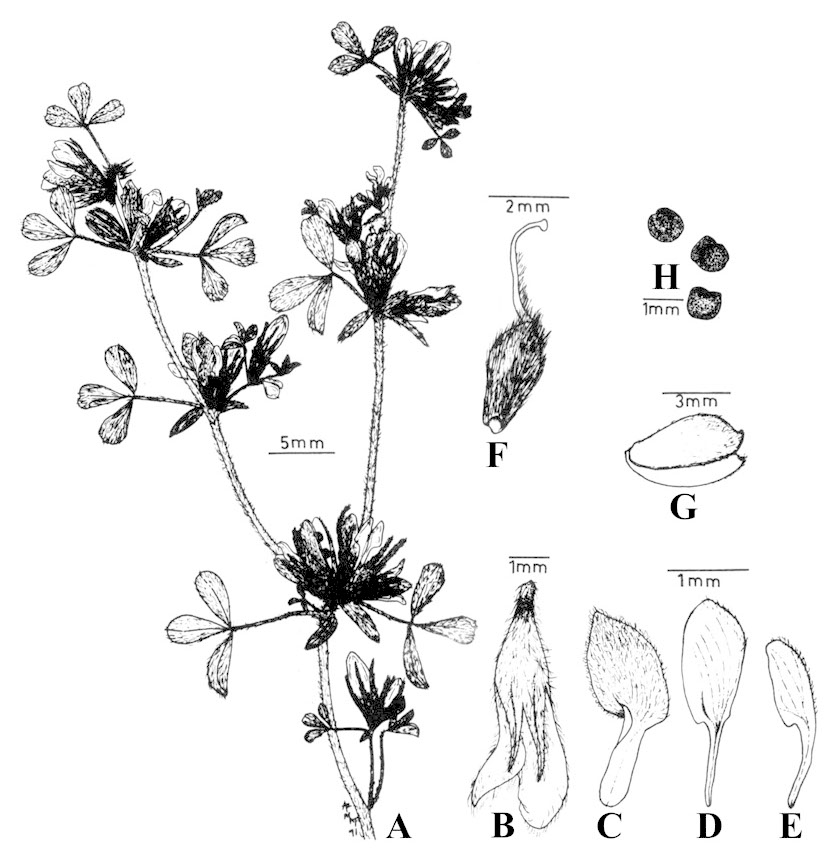

## Dottertaxa tillLotononis, i alfabetisk ordning[1]
- Lotononis acocksii
- Lotononis acuminata
- Lotononis adpressa
- Lotononis affinis
- Lotononis alpina
- Lotononis ambigua
- Lotononis angolensis
- Lotononis angustifolia
- Lotononis anthylloides
- Lotononis arenicola
- Lotononis argentea
- Lotononis argyrella
- Lotononis arida
- Lotononis azurea
- Lotononis azureoides
- Lotononis bachmanniana
- Lotononis bainesii
- Lotononis barberae
- Lotononis basutica
- Lotononis benthamiana
- Lotononis biflora
- Lotononis bolusii
- Lotononis brachyantha
- Lotononis brevicaulis
- Lotononis brierleyae
- Lotononis bullonii
- Lotononis burchellii
- Lotononis caerulescens
- Lotononis calycina
- Lotononis carinalis
- Lotononis carinata
- Lotononis carnosa
- Lotononis clandestina
- Lotononis comptonii
- Lotononis corymbosa
- Lotononis crumanina
- Lotononis curtii
- Lotononis curvicarpa
- Lotononis cytisoides
- Lotononis dahlgrenii
- Lotononis debilis
- Lotononis delicata
- Lotononis delicatula
- Lotononis densa
- Lotononis depressa
- Lotononis dichiloides
- Lotononis dieterlenii
- Lotononis digitata
- Lotononis dissitinodis
- Lotononis divaricata
- Lotononis dregeana
- Lotononis elongata
- Lotononis eriantha
- Lotononis erisemoides
- Lotononis evansiana
- Lotononis exstipulata
- Lotononis falcata
- Lotononis flava
- Lotononis florifera
- Lotononis foliosa
- Lotononis fruticoides
- Lotononis furcata
- Lotononis galpinii
- Lotononis genistoides
- Lotononis gracilifolia
- Lotononis gracilis
- Lotononis grandis
- Lotononis hirsuta
- Lotononis humifusa
- Lotononis humilior
- Lotononis involucrata
- Lotononis lamprifolia
- Lotononis lanceolata
- Lotononis laxa
- Lotononis lenticula
- Lotononis leptoloba
- Lotononis listii
- Lotononis listioides
- Lotononis longicephala
- Lotononis longiflora
- Lotononis lotononoides
- Lotononis lupinifolia
- Lotononis macra
- Lotononis macrocarpa
- Lotononis macrosepala
- Lotononis maculata
- Lotononis marlothii
- Lotononis maroccana
- Lotononis maximiliani
- Lotononis meyeri
- Lotononis micrantha
- Lotononis microphylla
- Lotononis minima
- Lotononis minor
- Lotononis mirabilis
- Lotononis mollis
- Lotononis monophylla
- Lotononis mucronata
- Lotononis myriantha
- Lotononis namaquensis
- Lotononis neglecta
- Lotononis newtonii
- Lotononis nutans
- Lotononis ornata
- Lotononis orthorrhiza
- Lotononis oxyptera
- Lotononis pachycarpa
- Lotononis pallens
- Lotononis pallidirosea
- Lotononis pariflora
- Lotononis parviflora
- Lotononis pauciflora
- Lotononis peduncularis
- Lotononis pentaphylla
- Lotononis perplexa
- Lotononis platycarpa
- Lotononis polycephala
- Lotononis pottiae
- Lotononis procumbens
- Lotononis prostrata
- Lotononis pseudodelicata
- Lotononis pulchella
- Lotononis pulchra
- Lotononis pumila
- Lotononis pungens
- Lotononis purpurascens
- Lotononis pusilla
- Lotononis quinata
- Lotononis rabenaviana
- Lotononis racemiflora
- Lotononis rara
- Lotononis rehmannii
- Lotononis rigida
- Lotononis rosea
- Lotononis sabulosa
- Lotononis schonfelderi
- Lotononis schwansiana
- Lotononis sericoflora
- Lotononis sericophylla
- Lotononis serpentinicola
- Lotononis solitudinis
- Lotononis speciosa
- Lotononis spicata
- Lotononis steingroeveriana
- Lotononis stipulosa
- Lotononis stolzii
- Lotononis strigillosa
- Lotononis sutherlandii
- Lotononis tapetiformis
- Lotononis tenella
- Lotononis tenuifolia
- Lotononis tenuipes
- Lotononis tenuis
- Lotononis trichodes
- Lotononis trichopoda
- Lotononis umbellata
- Lotononis varia
- Lotononis versicolor
- Lotononis viborgioides
- Lotononis villosa
- Lotononis wilmsii
- Lotononis woodii
- Lotononis wyliei